# Sokol (metropolitana di Mosca)
Sokol in russo Со́кол?, che significa "falco", è una stazione della Metropolitana di Mosca situata sulla Linea Zamoskvoreckaja. Fu inaugurata l'11 settembre 1938 e fu progettata da K.N. Yakovlev, V.G. Polikarpova e V.M. Andreev; presenta una singola serie di pilastri che si estendono fino al soffitto ad archi con cassettoni circolari.
Sokol è rifinita con moltissimi materiali diversi, tra cui marmo bianco e grigio Koyelga, onice, granito e piastrelle in ceramica bianche. I due ingressi alla stazione sono situati su entrambi i lati di Leningradskij Prospekt; la fermata è fornita di un'ulteriore uscita dal bordo sud-orientale della banchina. Nel 2003 è stata aggiunta un'ulteriore entrata nel vicino centro commerciale Metro Market. Sokol fu il capolinea della linea Zanoskvoreckaja dal momento dell'inaugurazione fino all'apertura di Vojkovskaja, 26 anni dopo. Presso la stazione di Sokol è situato un deposito che serve l'intera linea Zamoskvoreckaja.
La stazione prende il nome dalla dacia Sokol, che diede anche il nome all'unità amministrativa di Mosca.
Il 19 marzo 2006 una sezione della galleria tra Sokol e la stazione più a nord è crollata su un convoglio della metropolitana; l'incidente fu dovuto a degli operai che stavano installando un cartellone pubblicitario sulla strada sopra il tunnel. Nonostante i danni subiti dalla carrozza del treno, non vi furono feriti.
Nel maggio del 2007 è iniziata la costruzione del nuovo stadio di Mosca CSKA, che sarà servito anche da questa stazione.